# 乐川郡
乐川郡，中国南北朝时设置的郡。
北魏延昌二年（513年）置乐川郡，隶属于东夏州，治所在汾川县（今陕西宜川县东北）。西魏改属为汾州（改名丹州），北周下辖汾川县、門山县（今陕西延长县雷赤乡門山村北400米）。辖境相当今陕西省宜川县东北部等地。隋文帝开皇三年（583年）废除乐川郡，属县直属丹州。